# José Saura Celdrán
José Saura Celdrán (Cartagena, 5 de juny de 1901 - Granollers, 8 de juny de 1966) va ser un ciclista espanyol que competí entre 1919 i 1926. Els seus principals èxits foren dues victòries al Campionat d'Espanya en ruta.
Els seus fills José i Gabriel també foren ciclistes professionals.
Va morir a conseqüència d'un accident de tràfic.

## Palmarès
- 1920
  - 3r al Campionat d'Espanya en ruta
- 1922
  -  Campió d'Espanya en ruta
- 1924
  - 3r al Gran Premi Pascuas
- 1926
  -  Campió d'Espanya en ruta